# Der kleine Specht
Der kleine Specht ist ein US-amerikanischer Zeichentrick-Kurzfilm von William Hanna und Joseph Barbera aus dem Jahr 1949.

## Handlung
Als Mutter Specht für kurze Zeit zum Mittagessen ausfliegt, macht sich ihr bebrütetes Ei selbstständig und landet schließlich in Jerrys Mauseloch. Der erwacht und sieht kurze Zeit später einen frisch geschlüpften Specht vor sich, der wiederum ihn als Mutter ansieht. Kurze Zeit später klopft sich der kleine Specht durch verschiedene Möbel der Maus und sorgt schließlich für so viel Holzverlust, dass Jerry ihn vor die Tür setzt.
Der kleine Specht schleicht traurig davon und pickt lustlos Gartengeräte an. Auch der Liegestuhl von Kater Tom wird kurz angepickt – als der Kater den Specht mit Limonade begießt, zerstört der Specht den Liegestuhl und wird nun von Tom gejagt. Jerry schaltet sich ein und bald hat es Tom mit zwei kleinen Gegnern zu tun. Zwischenzeitlich gelingt es ihm, den Specht zu verschlucken, doch pickt der sich den Weg zurück in die Freiheit. Als Tom Jerry k.o. schlägt und mit einem Beil in Stücke hacken will, fällt der kleine Specht einen Strommast, der genau berechnet auf Toms Kopf schlägt und ihn in den Boden rammt.
Mutter Specht erscheint und der kleine Specht sieht sich nun zwischen zwei Müttern. Er entscheidet sich für die richtige Spechtmutter. Jerry bleibt ein wenig traurig zurück, doch erscheint der Specht noch einmal und gibt ihm einen herzlichen Kuss.

## Produktion
Der kleine Specht kam am 14. Mai 1949 als Teil der MGM-Trickfilmserie Tom und Jerry in Technicolor in die Kinos. 

## Auszeichnungen
Der kleine Specht wurde 1950 für einen Oscar in der Kategorie „Bester animierter Kurzfilm“ nominiert, konnte sich jedoch nicht gegen Dicke Luft durchsetzen.